# Prallhöhe
Die Prallhöhe eines Aerostaten, wie eines Luftschiffs oder Gasballons, ist die Höhe, bei der der maximal zulässige Hüllenüberdruck erreicht wird.
Mit zunehmender Höhe nimmt der Außendruck in der Atmosphäre ab. Das Traggas einer teilweise gefüllten Hülle dehnt sich daher beim Steigen des Aerostaten aus, bis es die Hülle vollständig ausfüllt, d. h. bis diese prall ist.
Beim Heißluftballon kann sich kein großer Überdruck aufbauen, da er nach unten hin offen ist. Entsprechend gibt es für Heißluftballons keine Prallhöhe.

## Sicherheitsventile
Bei weiterem Steigen des Aerostaten ist vorgesehen, Gas entweichen zu lassen, um das Platzen der Hülle durch den ansteigenden Hüllenüberdruck zu vermeiden. Zu diesem Zweck sind an Luftschiffen Sicherheitsventile angebracht, die sich bei zu hohem Überdruck automatisch öffnen und das Gas ausströmen lassen.
Der Gasballon hat kein Sicherheitsventil, sondern einen offenen Füllansatz am tiefsten Punkt des Ballons; man kann diesen offenen Füllansatz auch als Sicherheitsventil mit dem Ansprechdruck „Null“ betrachten.
Ein Versagen oder eine unzureichende Funktion der Sicherheitsventile wurde 1910 für den Absturz des Luftschiffs Erbslöh verantwortlich gemacht. Dort war nicht die große Höhe, sondern die aus Sonneneinstrahlung resultierende Erwärmung und damit verbundene Ausdehnung des Traggases die Ursache für den Hüllenüberdruck.
Das sowjetische Luftschiff Pobeda stürzte 1947 wegen des Abwurfs von zu viel Ballast ab: Seine Sicherheitsventile konnten dem durch den raschen Aufstieg ebenso rasch erfolgenden Anstieg des Traggasüberdrucks nicht schnell genug entgegenwirken, das Schiff stieg daher zu rasch und weit über seine spezifizierte Prallhöhe, überschritt also auch die erhöhte Prallhöhe für die aktuell reduzierte Gasmenge, was einen Hüllenriss wegen zu großen Überdrucks zur Folge hatte.

## Luftschiffe mit Ballonetts
Bei Prallluftschiffen und halbstarren Luftschiffen befinden sich innerhalb der Hülle meist Ballonetts. Diese mit Luft aufgeblasenen Taschen werden verwendet, um Volumenschwankungen des Traggases auszugleichen und einen ungefähr konstanten Hüllenüberdruck zu erhalten, ohne die Menge des Traggases zu ändern.